# Свети Атанасий (Градец)
Вижте пояснителната страница за други значения на Свети Атанасий.
„Свети Атанасий“ (на македонска литературна норма: „Свети Атанасиј“) е късносредновековна православна църква в бившето валандовско село Градец, югоизточната част на Северна Македония. Част е от Повардарската епархия на Македонската православна църква. 

## Местоположение
Църквата е на ридче над селото, вляво от пътя Скопие - Гевгели.

## Описание
Представлява ниска сграда с три кораба, чиито сводове са покрити с равни дървени тавани, а средният кораб е по-висок от страничните два. Покривът е двускатен, подпрян на шест дървени колони. Изградена е в късното средновековие, но няколко пъти е била обновявана. Църквата е зидана от обикновен камък. В остовата си е дълга 14 и широка 8 метра. На стените има остатъци от живопис. Иконите са от XIX век.